# Aretha (album)
Pour son album de 1980, voir Aretha.
Pour les articles homonymes, voir Aretha.
 (juillet 2013).
Si vous disposez d'ouvrages ou d'articles de référence ou si vous connaissez des sites web de qualité traitant du thème abordé ici, merci de compléter l'article en donnant les références utiles à sa vérifiabilité et en les liant à la section « Notes et références ».
Albums de Aretha Franklin
Songs of Faith
(1956) The Electrifying Aretha Franklin
(1962)
Aretha With The Ray Bryant Combo est le second album d'Aretha Franklin, réalisé en 1961. Cet album correspond également à ses débuts chez Columbia Records grâce au producteur John Hammond qui la découvre.

## Album
- L'album a été enregistré aux studios de Columbia Records à New York, au 207 East 30th Street, excepté les pistes 1 et 4 qui ont été enregistrées aux studios Columbia Records, situés au 799 Seventh Avenue.
- Tous les titres ont été produits par John Hammond et arrangés par John Leslie McFarland, avec la participation de Ray Bryant au piano.

## Liste des Pistes

### Face A
1. Won't Be Long (John Leslie McFarland) 3:12
Enregistré le 29 novembre 1960 
Avec John McFarland, piano; William Lee, basse; Belton Evans, batterie
2. Over The Rainbow (Harold Arlen, E. Y. Harburg)  2:42
Enregistré le 1er Août 1960 
Avec Chauncey Westbrook, Clifton Best, guitare; William Lee, basse; Osie Johnson, batterie; Tyree Glenn, trombone
3. "Love Is The Only Thing" (John Leslie McFarland)  2:44
Enregistré le 1er Août 1960 
Avec Chauncey Westbrook, Clifton Best, guitare; William Lee, basse; James Osie Johnson, batterie; Tyree Glenn, trombone; Paul Owens, chœurs
4. Sweet Lover (John Leslie McFarland, Sidney Wyche)  3:26
Enregistré le 19 décembre 1960 
Avec William Lee, basse; Belton Evans, batterie
5. All Night Long (Curtis Lewis)   3:01
Enregistré le 17 novembre 1960 
Avec Chauncey Westbrook, guitare; Bill Lee, basse; Belton Evans, batterie; Al Sears, saxophone ténor; Quentin Jackson, trombone
6. Who Needs You? (Billie Holiday, Jeanne Burns)  2:50
Enregistré le 10 janvier 1961 
Avec Aretha Franklin, piano; Al Sears, saxophone ténor; Chauncey Westbrook, guitare; Milton John Hinton, basse; Belton Evans, batterie

### Face B
1. Right Now (John Leslie McFarland)   2:27
Enregistré le 1er août 1960 
Avec Clifton Best, guitare; William Lee, basse; James Osie Johnson, batterie; Tyree Glenn, trombone
2. Are You Sure (Meredith Wilson) 2:44
Tiré de la production musicale de Broadway l'Insubmersible Molly Brown 
Enregistré le 10 janvier 1961 
Avec Aretha Franklin, piano; Al Sears, saxophone ténor; Chauncey Westbrook, guitare; Milton John Hinton, basse; Belton Evans, batterie
3. Maybe I'm A Fool (John Leslie McFarland) 3:20  (Plus connu sous le nom de Baby, I'm A Fool)
Enregistré le 10 janvier 1961 
Avec Aretha Franklin, piano; Al Sears, saxophone ténor; Chauncey Westbrook, guitare; Milton John Hinton, basse; Belton Evans, batterie
4. It Ain't Necessarily So (George Gershwin, Ira Gershwin)  2:57
Avec Lucky Warren, saxophone ténor; Chauncey Westbrook, guitare; William Lee, basse; Belton Evans, batterie
5. By Myself (John Leslie McFarland, J. Bailey) 2:42  (Plus connu sous le nom de (Blue) By Myself)
Enregistré le 17 novembre 1960 
Avec Chauncey Westbrook, guitare; William Lee, basse; Belton Evans, batterie; Al Sears, saxophone ténor; Quentin Jackson, trombone
6. Today I Sing The Blues (Curtis Lewis)   2:47
Enregistré le 1er août 1960 
Avec Chauncey Westbrook, Clifton Best, guitare; William Lee, basse; James Osie Johnson, batterie; Tyree Glenn, trombone

### Titres Bonus
1. Are You Sure (Répétition) 2:17
Le producteur John Hammond annonce le numéro de la prise.
2. Who Needs You? (9e prise) 3:03
3. Right Now (1re prise) 2:13
Avec Aretha Franklin au piano.
4. Maybe I'm A Fool (4e prise) 3:57